# Le Paradis blanc
Singles de Michel Berger
Ça ne tient pas debout
(1990) Superficiel et léger
(1992)
Pistes de Ça ne tient pas debout
Privé d'amour Danser sur la glace
Le Paradis blanc est une chanson écrite, composée et interprétée par Michel Berger pour l'album Ça ne tient pas debout sorti en 1990.

## Genèse de la chanson
Pour certains cette chanson évoquerait la douceur de la mort. Elle fait référence pour d'autres au renoncement d’un homme face aux souffrances du monde,. C'est une chanson sur l'écologie, sujet cher au chanteur. Cela explique les références à la banquise (les problèmes de fonte des glaces et les effets de la pollution sur le climat sont en effet connus depuis au moins les années 1970) et le chant d'une baleine au début.
La chanson Vivre, enregistrée en 1980 mais écartée de l'album Beauséjour par manque de place, évoque déjà, dix ans avant le Paradis Blanc, les préoccupations écologiques de l'artiste.

## Crédits
- Synthétiseurs :  Jeff Bova
- Basse : Jannick Top
- Programmations batterie : Jimmy Bralower
- EWI : Michael Brecker[5]

## Classements

### Classements hebdomadaires
| Classement (2012) | Meilleure position |
| ----------------- | ------------------ |
| France (SNEP)     | 72                 |

| Classement (2017) | Meilleure position |
| ----------------- | ------------------ |
| France (SNEP)     | 143                |

| Classement (2018)        | Meilleure position |
| ------------------------ | ------------------ |
| France (SNEP)            | 24                 |
| Suisse (Charts Romandie) | 20                 |

## Reprises
- 1999 : Véronique Sanson dans l'album D'un papillon à une étoile (avec la participation d'Alain Chamfort) et l'album live Avec vous
- 2003 : Marc Lavoine dans l'album Ils chantent Michel Berger
- 2008 : Vox Angeli
- 2019 : Viano dans le spectacle Celui qui chante (en duo piano-voix avec Claude Tedesco)
- 2020 : Lujipeka (membre de Columbine) dans l'émission Fanzine (épisode 22)